# Volujčica
Volujčica (lat. Anchusella), noviji biljni rod iz porodice boražinovki, opisan 1997. Raširen je po Sredozemlju, a u Hrvatskoj je prisutna kretska volujčica

## Ime
Ime roda došlo je po rodu Anchusa, volujak, i njegova je umanjenica Anchusella, volujčica.

## Povijest
Dvije blisko povezane vrste Lycopsis variegata i Anchusa cretica, ranije smještene u Anchusa subg.Rivinia, uspoređene su s tipskim vrstama Lycopsis i Anchusa, na temelju skupa makro i mikrokaraktera. Prisutnost samo dva plodna prašnika, kao i drugih osebujnih karakteristika u strukturi cvijeta, androecija, gineceja, peludi i ploda, podupire instituciju novog roda Anchusella, koji se sastoji od A. variegata i A. cretica. Kariološki i ekohorološki aspekti u skladu su s morfološkim podacima koji ukazuju na autonomiju ovog roda, koji se čini karakteriziranim autoapomorfnim, naprednim svojstvima.

## Vrste
1. Anchusella cretica (Mill.) Bigazzi, E.Nardi & Selvi
2. Anchusella variegata (L.) Bigazzi, E.Nardi & Selvi